# Lumbricillus alaricus
Lumbricillus alaricus är en ringmaskart som beskrevs av Shurova 1974. Lumbricillus alaricus ingår i släktet Lumbricillus och familjen småringmaskar. Inga underarter finns listade i Catalogue of Life.